# Eleição federal na Alemanha em 2025
A eleição federal na Alemanha em 2025 foi realizada em 23 de fevereiro e elegeu os 630 membros do 21º Bundestag. Originalmente agendada para 28 de setembro de 2025, as eleições foram antecipadas devido ao colapso da coalizão governante durante a crise do governo alemão de 2024. Esta foi a quarta eleição antecipada na história da Alemanha pós-guerra, após as de 1972, 1983 e 2005.
A eleição estava prospectivamente agendada para 28 de setembro de 2025, mas foi antecipada devido ao colapso da coalizão governista durante a crise do governo alemão de 2024. Antes da eleição, veículos de mídia como Politico Europe, The Guardian, Financial Times, e Euronews previram que a CDU/CSU garantirá o primeiro lugar, com a AfD em segundo e o SPD em terceiro.
As pesquisas de boca de urna mostraram a CDU/CSU na frente, embora com seu segundo pior resultado de todos os tempos. O AfD ficou em segundo lugar e alcançou um resultado historicamente alto. O SPD caiu para a terceira posição e ficou abaixo de 20% pela primeira vez desde 1933, além de ter obtido sua pior porcentagem de votos desde as eleições federais de 1887, realizadas no Império Alemão. Isso tornou esta a primeira eleição do pós-guerra em que a CDU/CSU e o SPD não foram os dois principais partidos. Os Verdes tiveram uma queda na porcentagem de votos, enquanto o A Esquerda alcançou o quinto lugar. De acordo com as pesquisas de boca de urna, nem o FDP nem o BSW ultrapassariam o limite de 5% para representação parlamentar.
A participação eleitoral foi de 82,5%, um aumento de seis pontos percentuais em relação a 2021 e a maior desde a reunificação alemã.

## Contexto

### Definição da Data da Eleição
A Lei Fundamental e a Lei Eleitoral Federal determinam que as eleições federais devem ocorrer em um domingo ou feriado nacional, não antes de 46 meses e não depois de 48 meses após a primeira sessão do Bundestag, a menos que ele seja dissolvido antes. O 20º Bundestag realizou sua primeira sessão em 26 de outubro de 2021. Portanto, a próxima eleição regular deveria ocorrer em um domingo entre 31 de agosto de 2025 e 26 de outubro de 2025. Em agosto de 2024, o Gabinete Federal inicialmente recomendou 28 de setembro de 2025 como a data da eleição, o que foi aprovado pelo presidente Frank-Walter Steinmeier.

### Eleição Antecipada
As eleições federais podem ser realizadas antecipadamente se o presidente dissolver o Bundestag e convocar uma eleição antecipada. Isso pode ocorrer apenas em dois cenários descritos na Lei Fundamental:
1. Após uma eleição federal ou qualquer outra vacância no cargo de chanceler, se o Bundestag não eleger um chanceler com maioria absoluta dentro de 15 dias após a primeira votação, o presidente pode nomear o candidato que recebeu a maioria relativa dos votos como chanceler ou dissolver o Bundestag (de acordo com o Artigo 63, Seção 4 da Lei Fundamental).
2. Se o chanceler apresentar uma moção de confiança e esta falhar, ele pode pedir ao presidente para dissolver o Bundestag. O presidente tem a liberdade de aceitar ou rejeitar o pedido do chanceler (de acordo com o Artigo 68 da Lei Fundamental).

Em ambos os casos, novas eleições federais devem ocorrer em um domingo ou feriado nacional, no máximo 60 dias após a dissolução.
Após uma crise no governo, o líder do FDP, Christian Lindner, foi demitido do governo pelo chanceler Olaf Scholz em 6 de novembro de 2024, provocando o colapso da coalizão semáforo e deixando o governo sem maioria. No mesmo dia, Scholz anunciou que apresentaria uma moção de confiança para convocar uma eleição antecipada; inicialmente prevista para janeiro de 2025, a data foi adiantada devido à pressão da oposição.
Scholz submeteu a moção de confiança ao Bundestag em 11 de dezembro de 2024, sendo votada em 16 de dezembro. Para ser aprovada, a moção precisava de uma maioria absoluta de 367 votos a favor, mas falhou, recebendo 207 votos a favor, 394 contra, 116 abstenções e 16 parlamentares ausentes ou que não votaram. Todos os membros do SPD votaram a favor, enquanto todos os blocos da oposição, exceto três membros do AfD, votaram contra. Todos os membros do Partido Verde se abstiveram para garantir que a moção falhasse sem votar contra a própria coalizão.
Após a falha da moção, Scholz foi ao Palácio Bellevue para se reunir com o presidente Steinmeier e recomendar a dissolução do Bundestag. Os partidos governistas e a CDU/CSU concordaram que 23 de fevereiro de 2025 deveria ser a data da eleição antecipada. O presidente não era obrigado a conceder a dissolução e tinha 21 dias para decidir. Ele também tinha autoridade exclusiva para definir a data da eleição, mas concordou com a proposta dos partidos.
Steinmeier realizou consultas com todos os líderes partidários, pois sua obrigação constitucional era verificar se havia alguma maioria possível no atual Bundestag. Em 20 de dezembro, seu gabinete divulgou uma declaração confirmando que as negociações estavam concluídas e que não havia possibilidade de formação de uma nova maioria. Em 27 de dezembro, Steinmeier dissolveu oficialmente o Bundestag e definiu a eleição para 23 de fevereiro.

### Sistema Eleitoral
A Alemanha adota um sistema eleitoral proporcional misto. Os eleitores têm dois votos:
1. O primeiro voto é usado para eleger diretamente um candidato em seu distrito eleitoral por maioria simples.
2. O segundo voto é para a lista eleitoral de um partido.

Para entrar no Bundestag, um partido deve obter pelo menos 5% dos votos nacionais da segunda votação ou vencer pelo menos três distritos eleitorais com o primeiro voto. Caso atenda a um desses critérios, o partido recebe cadeiras proporcionais à sua parcela de votos na segunda votação. Partidos que representam minorias reconhecidas (atualmente apenas o SSW) estão isentos desse limite.
Inicialmente, todas as 630 cadeiras (exceto as vencidas por candidatos independentes) são distribuídas proporcionalmente a nível federal entre os partidos que superaram o limite. Em seguida, dentro de cada partido, as cadeiras são alocadas entre os estados usando o método de Webster/Sainte-Laguë. O número de distritos que um partido vence em cada estado é subtraído da sua cota total de assentos para determinar quantos lugares serão preenchidos pela lista do partido.
Candidatos independentes são eleitos se receberem a maioria dos votos em seu distrito. No entanto, os segundos votos em cédulas onde um candidato independente venceu não são considerados na distribuição proporcional de assentos, para garantir a igualdade dos votos. Contudo, esses votos ainda contam para determinar se um partido ultrapassou o limite de 5%.

#### Reforma de 2023
Antes desta eleição, se um partido vencesse um número de distritos maior do que sua parcela proporcional de cadeiras, ele podia manter esses assentos adicionais, conhecidos como "mandatos excedentes". Para compensar, outros partidos recebiam cadeiras extras para manter a proporcionalidade do Bundestag. Isso resultou no crescimento do parlamento nas eleições de 2017 e 2021.
Após a eleição de 2021, que produziu um Bundestag com 736 membros – tornando-o o maior parlamento eleito livremente do mundo – iniciou-se um debate sobre o sistema vigente desde 2013. Em março de 2023, o Bundestag aprovou uma reforma para fixar o número máximo de cadeiras em 630, introduzindo duas mudanças principais:
1. A distribuição de assentos passou a ser determinada apenas pelo percentual de votos da segunda votação (Zweitstimmendeckung, "cobertura da segunda votação").
2. A eliminação da regra dos três distritos (Grundmandatsklausel, "cláusula do mandato básico").

Os partidos não podem mais manter mandatos excedentes. Se um partido ganhar mais distritos do que sua cota proporcional de assentos em um estado, os candidatos com menor votação são excluídos. Além disso, se um partido vencer um ou dois distritos, mas não alcançar 5% dos votos nacionais, seus vencedores também serão excluídos. No entanto, candidatos independentes que vencerem distritos continuarão sendo eleitos.
A CSU e A Esquerda se opuseram à reforma. Na eleição de 2021, A Esquerda não atingiu os 5% de votos, mas manteve sua representação porque venceu três distritos. Já a CSU teve 5,2% dos votos nacionais e ganhou 45 dos 46 distritos na Baviera. A CSU também foi o único partido a obter mandatos excedentes naquela eleição. Ambas as legendas pediram ao presidente Steinmeier que vetasse a lei, mas ele a sancionou após seu gabinete concluir que era constitucional. Tanto os partidos quanto o governo da Baviera, liderado pela CSU, entraram com ações no Tribunal Constitucional Federal.
Audiências foram realizadas em abril de 2024. Em 30 de julho de 2024, o tribunal confirmou a maior parte da reforma, mas considerou que um limite de 5% sem exceções era inconstitucional. Reconhecendo a necessidade do limite para evitar fragmentação, o tribunal determinou que medidas devem minimizar votos desperdiçados. Como solução temporária, restabeleceu a cláusula do mandato básico até que uma nova regulamentação fosse criada. Isso significa que um partido que ganhar pelo menos três distritos ainda terá direito a cadeiras proporcionais à sua votação nacional.

## Partidos políticos e candidatos

### Nomeações e candidatos principais
Em contraste com a eleição de 2021, a Kanzlerfrage (questão do chanceler) para o bloco CDU/CSU foi resolvida relativamente rápido. Após bons desempenhos da CDU nas eleições estaduais de setembro de 2024 na Saxônia e na Turíngia, os dois outros candidatos em potencial – o Ministro-Presidente da Renânia do Norte-Vestfália, Hendrik Wüst, e o Ministro-Presidente da Baviera e líder da CSU, Markus Söder – expressaram seu total apoio a Friedrich Merz. Acreditava-se que Söder tentaria novamente a nomeação; no entanto, muitos membros da CDU o viam de forma negativa após uma longa disputa com Armin Laschet pela nomeação em 2021, seguida por ataques pessoais a Laschet que foram vistos como prejudiciais à campanha da União, além de sua rejeição categórica de qualquer coalizão com os Verdes após esta eleição (A CSU ainda forneceu apenas duas vezes o candidato principal do bloco da União: em 1980 e 2002).
Na convenção do partido A Esquerda em outubro, o ex-candidato principal Gregor Gysi anunciou um esforço chamado Missão Silberlocke ("Missão Cabelos Prateados") para fortalecer as perspectivas do partido diante de conflitos internos e pesquisas desfavoráveis. Gysi comprometeu-se a concorrer à reeleição em sua circunscrição de Berlim-Treptow – Köpenick, com o ex-líder do grupo parlamentar Dietmar Bartsch concorrendo pela terceira vez em Rostock – Landkreis Rostock II e o ex-Ministro-Presidente da Turíngia, Bodo Ramelow – o único membro da Esquerda a ter liderado um governo estadual – disputando uma vaga no Bundestag pela primeira vez desde 2005 em Erfurt – Weimar – Weimarer Land II. O objetivo é capitalizar a popularidade pessoal dos três e garantir que A Esquerda vença três circunscrições, assegurando sua permanência no Bundestag, e a iniciativa é apelidada com humor em referência à idade avançada dos candidatos. O objetivo é capitalizar a popularidade pessoal relativamente alta dos três e dar à Esquerda a melhor chance possível de vencer três distritos eleitorais, garantindo assim sua permanência no Bundestag. O nome da iniciativa faz uma referência bem-humorada à idade avançada dos candidatos. A co-líder do partido, Ines Schwerdtner, também está concorrendo para substituir a veterana deputada Gesine Lötzsch no reduto de Berlim-Lichtenberg, enquanto o co-líder parlamentar Sören Pellmann busca a reeleição em Leipzig II, ambos vistos como distritos de provável vitória para a Esquerda. Especialistas também classificaram Gysi e Ramelow como favoritos para vencer em seus respectivos distritos, o que, somado, garantiria a representação do bloco. Jan van Aken foi eleito co-presidente do partido ao lado de Schwerdtner no mesmo dia; no entanto, em novembro, van Aken e a co-líder parlamentar Heidi Reichinnek foram escolhidos como a dupla de candidatos principais da Esquerda para a campanha.
Em novembro, vários legisladores e figuras de destaque do SPD – mais notavelmente o ex-líder do partido Sigmar Gabriel – começaram a pedir publicamente que o ministro da Defesa, Boris Pistorius, fosse designado como candidato a chanceler do partido, devido ao mau desempenho do SPD e de Scholz nas pesquisas. Levantamentos para a ARD mostraram Pistorius como o político nacional mais bem avaliado: 60% dos eleitores acreditavam que ele seria um bom chanceler, contra 42% para Merz e 21% para Scholz. Em um vídeo divulgado em 21 de novembro, Pistorius encerrou o que se tornou duas semanas de debate público ao declarar não ter interesse em concorrer ao cargo e expressar seu total apoio a Scholz. Esse longo e público debate, somado à aparente incapacidade da liderança do partido de controlá-lo rapidamente, foi visto como embaraçoso e prejudicial; o presidente dos Jusos, Philipp Türmer, criticou diretamente os líderes do partido, Saskia Esken e Lars Klingbeil, pelo "show de horrores" durante o congresso nacional no fim de semana seguinte. Ainda assim, Scholz foi renomeado por unanimidade como candidato a chanceler pelo comitê executivo do partido, grupo que inclui Pistorius, em 25 de novembro. Sua nomeação foi confirmada em um congresso partidário em 11 de janeiro; como é comum para chanceleres em exercício, a votação foi por aclamação em vez de voto secreto, e ele enfrentou pouca oposição.
Em 17 de novembro, os Verdes nomearam o atual vice-chanceler Robert Habeck como seu candidato a chanceler. Habeck e a ministra das Relações Exteriores, Annalena Baerbock, continuam sendo os principais candidatos do partido, embora Baerbock tenha sido a candidata a chanceler em 2021. A campanha de Habeck evita o termo "candidato a chanceler", referindo-se a ele como "Candidato para o povo da Alemanha" (Kandidat für die Menschen in Deutschland), embora a mídia utilize o termo convencional.
Em 7 de dezembro, a executiva do AfD nomeou Alice Weidel como candidata a chanceler. Esta é a primeira vez que o partido se refere a seu líder como candidato a chanceler (Kanzlerkandidat), um termo normalmente reservado para os partidos (SPD, Verdes e CDU/CSU) que têm uma chance realista de se tornar o principal parceiro de coalizão e fornecer um chanceler, em vez do termo Spitzenkandidat/in (candidato principal), geralmente usado por partidos menores. Como os demais partidos se recusam a trabalhar com o AfD, suas chances de chegar ao governo são consideradas improváveis.
O BSW também decidiu nomear Sahra Wagenknecht como candidata a chanceler em 16 de dezembro. O secretário-geral Christian Heye admitiu abertamente que o partido, que naquele momento tinha entre 4% e 8% nas pesquisas, não tinha nenhuma chance real de fornecer um chanceler e afirmou que "não estamos nos iludindo nem sendo megalomaníacos". Ele culpou a "inflação" no uso do termo por forçá-los a tomar essa decisão, para evitar uma desvantagem percebida na campanha, como a exclusão de debates televisionados.

## Campanha

### O documento "Dia-D" do FDP
Em 15 de novembro, os jornais Die Zeit e Süddeutsche Zeitung relataram, de forma independente, que o colapso da coalizão semáforo em 6 de novembro foi resultado de uma estratégia deliberada, na qual o FDP havia planejado sua saída da coalizão por várias semanas; Eles mencionaram a existência de um documento detalhado que usava uma linguagem militarista controversa: o relatório econômico de 18 páginas que resultou na demissão de Lindner era chamado de "o torpedo", e a campanha eleitoral que se aproximava era descrita como "batalha aberta". O ponto mais polêmico foi a referência ao dia da publicação do relatório como "Dia-D" – um termo que, em alemão, é usado exclusivamente para se referir à invasão Aliada da Normandia e carrega uma forte conotação violenta. O uso dessa linguagem bélica para descrever o processo político gerou duras críticas.
Isso também contradizia a alegação de Lindner de que o fim do governo havia sido uma "ruptura calculada" por parte de Scholz. A revelação de que o parceiro de coalizão aparentemente não agia de boa-fé há semanas gerou críticas por parte do SPD: o líder parlamentar Rolf Mützenich disse sentir-se "enganado e decepcionado" e afirmou estar "horrorizado" com a linguagem controversa. Em uma entrevista à RTL e n-tv em 18 de novembro, o secretário-geral do FDP, Bijan Djir-Sarai, negou categoricamente o uso do termo "Dia-D" e afirmou que a liderança do partido não tinha conhecimento do documento. Lindner não negou a existência do documento, limitando-se a responder aos repórteres: "Estamos em campanha. Onde está a notícia aqui?"
A especulação da mídia continuou sobre até que ponto o FDP foi responsável pelo fim da coalizão. Na manhã de 28 de novembro, o portal de notícias Table.Media publicou trechos de um documento de oito páginas, supostamente o documento em questão, que de fato se intitulava "Cenários e Ações para o Dia-D". O material delineava uma estratégia tão detalhada quanto os relatos iniciais indicavam, incluindo formas de minar a coalizão, táticas de comunicação e citações pré-escritas para Lindner. O Süddeutsche Zeitung confrontou os líderes do partido com esses trechos e estabeleceu um prazo até 13h30 para responderem às perguntas. O partido não respondeu, mas, em vez disso, divulgou oficialmente o documento completo às 18h, acompanhado de uma declaração de Djir-Sarai afirmando que a publicação visava "evitar impressões errôneas ... sobre o documento" pela mídia.
Segundo o partido, o documento foi elaborado inicialmente pelo diretor-geral federal Carsten Reymann em 24 de outubro "para lidar com as questões relacionadas à comunicação da saída do FDP do governo", sendo um "documento puramente técnico" que não foi apresentado a legisladores ou membros do governo. Djir-Sarai e Reymann renunciaram no dia seguinte para assumir a responsabilidade pelo conteúdo do documento. O secretário-geral interino do SPD, Matthias Miersch, descreveu Djir-Sarai como "um bode expiatório transparente" para proteger Lindner e considerou "inimaginável" que o líder do partido não soubesse da existência do documento.
Em uma declaração por escrito divulgada naquela noite, Lindner voltou a negar qualquer conhecimento do documento e afirmou que não o teria aprovado. Ele alegou ainda que o material foi distribuído apenas entre funcionários internos do partido e não a políticos eleitos.
Marco Buschmann, que atuou como ministro da Justiça até o colapso da coalizão semáforo, foi nomeado secretário-geral do FDP em 1º de dezembro, substituindo Djir-Sarai.

### Temas, manifestos e políticas dos partidos
As eleições federais alemãs de 2025 são marcadas por debates intensos sobre temas cruciais como recuperação econômica, imigração, política externa e transição energética. Os principais partidos políticos apresentam propostas distintas para enfrentar esses desafios, refletindo suas ideologias e prioridades.
O SPD, enfrentando desafios nas pesquisas, concentra-se em propostas como a "prime Made in Germany" para atrair investimentos industriais e sugere aumentar o salário mínimo para 15 euros por hora. Embora defendam a deportação rápida de criminosos, também promovem políticas de integração e retorno voluntário para imigrantes. Apoiam o envio de armas à Ucrânia, mas com restrições, como a oposição ao envio de mísseis de cruzeiro Taurus. Propõem a criação de um fundo de 100 bilhões de euros para modernizar infraestruturas energéticas e digitais, enfatizando a transição para fontes renováveis.
A Aliança 90/Os Verdes, com Robert Habeck como candidato à chancelaria, destaca a necessidade de uma transição ecológica robusta, investindo massivamente em energias renováveis e estabelecendo um "fundo cidadão" para garantir as aposentadorias. Defendem uma distribuição equitativa de refugiados na Europa e mantêm uma postura crítica em relação ao uso de energia nuclear, focando na eliminação gradual de combustíveis fósseis.
A aliança conservadora CDU/CSU, liderada por Friedrich Merz, propõe um "Agenda 2030" focado na revitalização econômica por meio de cortes de impostos para empresas e indivíduos, além da simplificação burocrática. Eles também defendem o endurecimento dos controles fronteiriços e a deportação de solicitantes de asilo sem documentação adequada, especialmente após incidentes de segurança recentes. No campo da política externa, mantêm uma postura firme contra a Rússia, apoiando sanções e assistência militar à Ucrânia. Em relação à energia, consideram um retorno parcial à energia nuclear e criticam regulamentações ambientais que consideram excessivamente restritivas para a indústria.
A AfD, partido de extrema-direita, experimenta um crescimento significativo nas pesquisas, posicionando-se como a segunda força política. Advogam por políticas rigorosas de imigração, incluindo a "remigração" de populações de origem estrangeira, e são os únicos a defender relações amistosas com a Rússia, criticando as sanções e propondo uma Ucrânia neutra fora da OTAN e da UE. Além disso, opõem-se às subvenções para energias renováveis, preferindo um retorno às fontes fósseis.
O partido Die Linke, apresenta uma plataforma eleitoral para 2025 centrada na justiça social, igualdade econômica e políticas ambientais sustentáveis. Em resposta ao aumento da retórica anti-imigração por parte de outros partidos, Die Linke mantém uma postura pró-imigração, defendendo vias legais para entrada na Alemanha e direitos de asilo irrestritos. Além disso, o partido propõe medidas como a reintrodução do imposto sobre grandes fortunas, uma contribuição única sobre patrimônio e o fechamento de brechas na legislação de impostos sobre heranças, com o objetivo de reduzir pela metade o número de bilionários na Alemanha em dez anos, visando eventualmente uma sociedade sem bilionários. No que tange à política externa, Die Linke rejeita exportações de armamentos e operações militares, promovendo diplomacia, desarmamento e a construção de uma ordem mundial pacífica, considerando a OTAN uma organização obsoleta que deve ser substituída por uma nova arquitetura de segurança.
O FDP enfatiza a redução da intervenção estatal na economia, propondo cortes significativos de impostos e maior flexibilidade econômica. Embora não tenham destacado políticas migratórias específicas em seu programa, concentram-se na modernização da Bundeswehr para torná-la uma força armada convencional poderosa na Europa. No entanto, enfrentam o desafio de alcançar o limite de 5% dos votos necessários para entrar no Bundestag.
O BSW critica a imigração "descontrolada", embora sem adotar uma retórica tão radical quanto a da AfD. Em política externa, alinham-se à AfD ao pedir o fim do apoio militar à Ucrânia e a retomada das importações de gás russo. No âmbito energético, compartilham a oposição às subvenções para energias renováveis, favorecendo fontes tradicionais de energia.

### Possíveis coalizões
Uma renovação da atual coalizão do semáforo não é vista como desejável por nenhum dos três partidos, e Lindner, do FDP, descartou categoricamente qualquer possibilidade de seu partido integrar tal coalizão em novembro, após sua remoção do governo.
Um governo liderado pela CDU/CSU é visto como o mais provável, dado seu grande avanço nas pesquisas. Merz demonstrou disposição para discutir uma coalizão com o SPD, FDP e também com os Verdes; no entanto, o líder da CSU, Markus Söder, recusou publicamente a possibilidade de entrar em um governo com os Verdes. Representantes de ambos os partidos afirmaram que uma coalizão preto-verde seria difícil de administrar no momento. Assim, uma quinta grande coalizão na história da Alemanha entre a CDU e o SPD pode ser vista como a possibilidade mais realista. Essa coalizão também é a preferida pelos eleitores, sendo a opção de governo mais popular. No entanto, Söder estipulou que só apoiaria uma coalizão preto-vermelho caso o atual chanceler do SPD, Scholz, não faça parte do próximo gabinete.
O líder do FDP, Lindner, expressou seu desejo de formar um governo com a CDU/CSU, uma coalizão frequente na história política alemã moderna e que foi representada pela última vez no segundo gabinete de Merkel. Merz declarou que apenas se os números do FDP nas pesquisas aumentassem para seis ou sete por cento, "uma maioria estável estaria ao alcance". O vice-presidente do Bundestag pelo FDP, Wolfgang Kubicki, manifestou apoio a uma coalizão preto-vermelho-amarelo, a chamada "coalizão Alemanha", incluindo o SPD.
Se dois partidos seriam suficientes para formar uma maioria pode depender do número de partidos que entrarem no Bundestag. Enquanto o SPD, CDU/CSU, Verdes e AfD estão todos bem acima do limite de 5% nas pesquisas, os destinos do FDP, A Esquerda, BSW e dos Eleitores Livres são incertos. Isso significa que o número de partidos no Bundestag pode variar de apenas quatro a até oito, tornando a distribuição exata das cadeiras mais difícil de prever.

#### Cordão sanitário e alegada cooperação entre a União e a AfD
A CDU, o SPD, os Verdes e o FDP recusam-se a formar uma coalizão com o BSW em nível federal, apesar da coalizão SPD-BSW (coalizão vermelha-púrpura) atualmente no governo em Brandemburgo e da coalizão CDU-SPD-BSW (coalizão amora) na Turíngia.
Todos os outros partidos também recusam qualquer coalizão ou cooperação com a AfD. A CDU aprovou uma "resolução de incompatibilidade" em relação à AfD e ao A Esquerda, proibindo qualquer tipo de cooperação com ambos os partidos no nível federal; o FDP também não trabalha com A Esquerda.
Após um ataque a faca em Aschafemburgo, em 22 de janeiro, no qual um solicitante de asilo afegão cuja demanda havia sido rejeitada feriu fatalmente duas pessoas, Merz anunciou que a União apresentaria duas resoluções não vinculativas sobre política migratória e segurança interna ao Bundestag, apelando ao apoio de parlamentares do SPD e dos Verdes. Embora membros de alto escalão de ambos os partidos tenham rejeitado as iniciativas, o "plano de cinco pontos" de Merz sobre migração foi aprovado em 29 de janeiro com votos da União, do FDP e da AfD, marcando um fato inédito no nível federal. Parlamentares do SPD, dos Verdes e do partido A Esquerda criticaram duramente Merz por sua suposta cooperação com a AfD, o que a União negou; preocupações semelhantes foram expressas por representantes católicos, protestantes e judeus, bem como pela ex-chanceler da CDU, Angela Merkel. Após a votação, centenas de milhares de manifestantes participaram de protestos contra as decisões de Merz em diversas cidades da Alemanha.
Posteriormente, um projeto de lei semelhante, proposto pela União para limitar a entrada de migrantes, foi rejeitado no Bundestag em 31 de janeiro, apesar do apoio da AfD.
Embora o debate sobre o cordon sanitaire tenha dominado o discurso político nas semanas seguintes, dados do Politbarometer indicaram que a opinião pública estava dividida de maneira equilibrada entre aprovação e crítica à posição de Merz, sem causar mudanças significativas nas pesquisas de opinião.

## Influências estrangeiras
De acordo com o Escritório Federal para a Proteção da Constituição, potências estrangeiras podem tentar desacreditar candidatos considerados indesejáveis ou levantar dúvidas sobre a legitimidade da eleição. As autoridades de segurança alemãs afirmam que esperam interferência na campanha eleitoral federal vinda do exterior. O foco está em campanhas de desinformação controladas oficialmente pela Rússia. O Observatório Europeu de Mídia Digital do Instituto Universitário Europeu cita uma investigação da publicação alemã CORRECTIV, que descobriu que mais de 100 sites foram criados com a ajuda de inteligência artificial para espalhar desinformação sobre candidatos eleitorais.
O empresário sul-africano Elon Musk tem postado repetidamente a favor da AfD em sua plataforma X. Ele também endossou a AfD em um artigo de opinião publicado no Welt am Sonntag. Isso foi criticado indiretamente pelo presidente Steinmeier e diretamente pela CDU, Os Verdes, SPD, FDP e A Esquerda, pela Associação de Jornalistas Alemães assim como por outros meios de comunicação alemães como uma influência externa inaceitável.

## Comparecimento
Até as 14h00 no horário local, estimativas iniciais de autoridades eleitorais alemãs indicam que a participação dos eleitores é maior neste ano em comparação com 2021. Até esse horário, 52% dos eleitores aptos a votar já haviam depositado seus votos presencialmente, sem contar os votos enviados pelo correio. Em comparação, no mesmo horário em 2021, a participação era de 36,5%. No entanto, os resultados não são diretamente comparáveis, pois em 2021 um número maior de eleitores optou pelo voto por correspondência devido à COVID-19.

## Resultados
|                                     |                                                                   |                  |                  |                  |                    |                    |                    |                   |         |
| Partido político                    | Partido político                                                  | Lista partidária | Lista partidária | Lista partidária | Distrito eleitoral | Distrito eleitoral | Distrito eleitoral | Total de assentos | +/-     |
| Partido político                    | Partido político                                                  | Votos            | %                | Ass.             | Votos              | %                  | Ass.               | Total de assentos | +/-     |
|                                     | União Democrata-Cristã                                            | 11.194.700       | 22,55            | 36               | 12.601.967         | 25,46              | 128                | 164               | 12      |
|                                     | Alternativa para a Alemanha                                       | 10.327.148       | 20,80            | 110              | 10.175.438         | 20,56              | 42                 | 164               | 69      |
|                                     | Partido Social-Democrata                                          | 8.148.284        | 16,41            | 76               | 9.934.614          | 20,07              | 44                 | 120               | 86      |
|                                     | Aliança 90/Os Verdes                                              | 5.761.476        | 11,61            | 73               | 5.442.912          | 11,00              | 12                 | 85                | 33      |
|                                     | A Esquerda                                                        | 4.355.382        | 8,77             | 58               | 3.932.584          | 7,94               | 06                 | 64                | 25      |
|                                     | União Social-Cristã                                               | 2.963.732        | 5,97             | 0                | 3.271.730          | 6,61               | 44                 | 44                | 01      |
|                                     | Aliança Sahra Wagenknecht                                         | 2,468,670        | 4,97             | 0                | 299,226            | 0,60               | 0                  | 0                 | Novo    |
|                                     | Partido Democrático Livre                                         | 2.148.878        | 4,33             | 0                | 1.623.351          | 3,28               | 0                  | 0                 | 91      |
|                                     | Eleitores Livres                                                  | 769.170          | 1,55             | 0                | 1.254.488          | 2,53               | 0                  | 0                 | 00      |
|                                     | Partido de Proteção ao Ser Humano, ao Meio Ambiente e aos Animais | 482.032          | 0,97             | 0                | 82.485             | 0,17               | 0                  | 0                 | 00      |
|                                     | Volt                                                              | 355.146          | 0,72             | 0                | 391.577            | 0,79               | 0                  | 0                 | 00      |
|                                     | Die PARTEI                                                        | 242,806          | 0,49             | 0                | 122.577            | 0,25               | 0                  | 0                 | 00      |
|                                     | dieBasis                                                          | 85.557           | 0,17             | 0                | 41.903             | 0,08               | 0                  | 0                 | 00      |
|                                     | Aliança Alemanha                                                  | 79.012           | 0,16             | 0                | 88.046             | 0,18               | 0                  | 0                 | Novo    |
|                                     | Associação de Eleitores de Schleswig do Sul                       | 76.126           | 0,15             | 1                | 58.773             | 0,12               | 0                  | 1                 | Estável |
|                                     | Partido Democrático Ecológico                                     | 49.730           | 0,10             | 0                | 54.641             | 0,11               | 0                  | 0                 | 00      |
|                                     | Time Todenhöfer                                                   | 24.558           | 0,05             | 0                | 9.757              | 0,02               | 0                  | 0                 | 00      |
|                                     | Partido do Progresso                                              | 21.377           | 0,04             | 0                | 1.282              | 0,00               | 0                  | 0                 | 00      |
|                                     | Partido Marxista-Leninista                                        | 19.876           | 0,04             | 0                | 24.208             | 0,05               | 0                  | 0                 | 00      |
|                                     | Partido dos Humanistas                                            | 14.446           | 0,03             | 0                | 1.873              | 0,00               | 0                  | 0                 | 00      |
|                                     | Partido da Bavária                                                | 12.315           | 0,02             | 0                | 2.021              | 0,00               | 0                  | 0                 | 00      |
|                                     | Aliança C - Cristãos pela Alemanha                                | 11.784           | 0,02             | 0                | 2.021              | 0,00               | 0                  | 0                 | 00      |
|                                     | MERA25                                                            | 7.128            | 0,01             | 0                | 658                | 0,00               | 0                  | 0                 | Novo    |
|                                     | União de Valores                                                  | 6.803            | 0,01             | 0                | 2.844              | 0,01               | 0                  | 0                 | Novo    |
|                                     | Movimento pelos Direitos Civis Solidariedade                      | 719              | 0,00             | 0                | 1.303              | 0,00               | 0                  | 0                 | 00      |
|                                     | Mundo Humano                                                      | 694              | 0,00             | 0                | 0                  | 0,00               | 0                  | 0                 | 00      |
|                                     | Partido Socialista da Igualdade                                   | 425              | 0,00             | 0                | 73                 | 0,00               | 0                  | 0                 | 00      |
|                                     | Partido para Pesquisa do Rejuvenescimento                         | 304              | 0,00             | 0                | 73                 | 0,00               | 0                  | 0                 | 00      |
|                                     | Independentes                                                     | 0                | 0,00             | 0                | 70.110             | 0,14               | 0                  | 0                 | 00      |
| Total                               | Total                                                             | 49.642.087       | 100,00           | 354              | 49.498.186         | 100,00             | 276                | 630               | -105    |
|                                     |                                                                   |                  |                  |                  |                    |                    |                    |                   |         |
| Votos válidos                       | Votos válidos                                                     | 49.642.087       | 99,43            | -                | 49.498.186         | 99,14              | -                  | -                 | -       |
| Votos em branco/Inválidos           | Votos em branco/Inválidos                                         | 285.228          | 0,57             | -                | 429.129            | 0,86               | -                  | -                 | -       |
| Total de votos                      | Total de votos                                                    | 49,927,315       | 100,00           | -                | 49.927.315         | 100,00             | -                  | -                 | -       |
| Comparecimento                      | Comparecimento                                                    | 60.490.603       | 82,54            | -                | 60.490.603         | 82,54              | -                  | -                 | -       |
| Fonte: Escritório Eleitoral Federal |                                                                   |                  |                  |                  |                    |                    |                    |                   |         |

| Resultados em diferentes regiões                 | Resultados em diferentes regiões                             |
| ------------------------------------------------ | ------------------------------------------------------------ |
|                                                  |                                                              |
| Partido com maior número de votos em cada estado | Partido com maior número de votos em cada distrito eleitoral |

### Resultados por estado
| Participação de votos por lista partidária por estado | Participação de votos por lista partidária por estado | Participação de votos por lista partidária por estado | Participação de votos por lista partidária por estado | Participação de votos por lista partidária por estado | Participação de votos por lista partidária por estado | Participação de votos por lista partidária por estado | Participação de votos por lista partidária por estado | Participação de votos por lista partidária por estado |     |     |
| Estado                                                | União                                                 | AfD                                                   | SPD                                                   | Verdes                                                | Esquerda                                              | BSW                                                   | FDP                                                   | Outros                                                |     |     |
| ----------------------------------------------------- | ----------------------------------------------------- | ----------------------------------------------------- | ----------------------------------------------------- | ----------------------------------------------------- | ----------------------------------------------------- | ----------------------------------------------------- | ----------------------------------------------------- | ----------------------------------------------------- | --- | --- |
| Estado                                                | Eslésvico-Holsácia                                    | 27,6                                                  | 16,3                                                  | 18,8                                                  | 14;9                                                  | 7,8                                                   | 3,4                                                   | Outros                                                | 4,7 | 6,5 |
| Mecklemburgo-Pomerânia Ocidental                      | 17,8                                                  | 35,0                                                  | 12,4                                                  | 5,4                                                   | 12,0                                                  | 10,6                                                  | 3,2                                                   | 3,6                                                   |     |     |
| Hamburgo                                              | 20,7                                                  | 10,9                                                  | 22,7                                                  | 19,3                                                  | 14,4                                                  | 4,0                                                   | 4,5                                                   | 3,4                                                   |     |     |
| Baixa Saxônia                                         | 28,1                                                  | 17,8                                                  | 23,0                                                  | 11,5                                                  | 8,1                                                   | 3,8                                                   | 4,1                                                   | 3,6                                                   |     |     |
| Bremen                                                | 20,5                                                  | 15,1                                                  | 23,1                                                  | 15,6                                                  | 14,8                                                  | 4,3                                                   | 3,5                                                   | 3,0                                                   |     |     |
| Brandemburgo                                          | 18,1                                                  | 32,5                                                  | 14,8                                                  | 6,6                                                   | 10,7                                                  | 10,7                                                  | 3,2                                                   | 3,4                                                   |     |     |
| Saxônia-Anhalt                                        | 19,2                                                  | 37,1                                                  | 11,0                                                  | 4,4                                                   | 10,8                                                  | 11,2                                                  | 3,1                                                   | 3,3                                                   |     |     |
| Berlim                                                | 18,3                                                  | 15;2                                                  | 15,1                                                  | 16,8                                                  | 19,9                                                  | 6,6                                                   | 3,8                                                   | 4,2                                                   |     |     |
| Renânia do Norte-Vestfália                            | 30,1                                                  | 16,8                                                  | 20,0                                                  | 12,4                                                  | 8,3                                                   | 4,1                                                   | 4,4                                                   | 3,8                                                   |     |     |
| Saxônia                                               | 19,7                                                  | 37,3                                                  | 8,5                                                   | 6,5                                                   | 11,3                                                  | 9,0                                                   | 3,2                                                   | 4,4                                                   |     |     |
| Hesse                                                 | 28,9                                                  | 17,8                                                  | 18,4                                                  | 12,6                                                  | 8,7                                                   | 4,4                                                   | 5,0                                                   | 4,2                                                   |     |     |
| Turíngia                                              | 18,6                                                  | 38,6                                                  | 8,8                                                   | 4,2                                                   | 15,2                                                  | 9,4                                                   | 2,8                                                   | 2,5                                                   |     |     |
| Renânia-Palatinado                                    | 30,6                                                  | 20,1                                                  | 18,6                                                  | 10;4                                                  | 6,5                                                   | 4,2                                                   | 4,6                                                   | 4,9                                                   |     |     |
| Baviera                                               | 37,2                                                  | 19,0                                                  | 11,6                                                  | 12,0                                                  | 5,7                                                   | 3,1                                                   | 4,2                                                   | 7,2                                                   |     |     |
| Baden-Württemberg                                     | 31,6                                                  | 19,8                                                  | 14,2                                                  | 13,6                                                  | 6,8                                                   | 4,1                                                   | 5,6                                                   | 4,3                                                   |     |     |
| Sarre                                                 | 26,9                                                  | 21,6                                                  | 21,9                                                  | 7,2                                                   | 7,3                                                   | 6,2                                                   | 4,3                                                   | 4,7                                                   |     |     |

## Análise e consequências

### CDU/CSU
Os partidos da União aumentaram sua participação nos votos em todos os estados, exceto na Saxônia-Anhalt. O líder do partido, Friedrich Merz, afirmou que sua legenda não faria parceria com a AfD para formar um governo, dizendo: "Temos visões fundamentalmente diferentes, por exemplo, sobre política externa, política de segurança, em muitas outras áreas, em relação à Europa, ao euro, [e] à OTAN".

### AfD
A AfD aumentou sua participação nos votos em todos os estados e se tornou o maior partido nos cinco estados do leste da Alemanha. No entanto, todos os outros partidos representados no Bundestag continuaram a declarar sua oposição a formar uma aliança ou coalizão com a AfD.

### SPD
O chanceler Olaf Scholz reconheceu a responsabilidade pelo desempenho insatisfatório e parabenizou Friedrich Merz pela vitória. Em relação à formação do novo governo, Scholz declarou que não participará de uma coalizão liderada pela CDU. O co-líder do SPD, Lars Klingbeil, disse em entrevista a ARD, que ele colocará seu nome para novo possível líder do partido no Bundestag.

### Verdes
Na manhã seguinte à eleição, o candidato a chanceler e co-líder Robert Habeck anunciou sua retirada da liderança do partido.

### FDP
Após a derrota eleitoral que resultou na saída do Partido Democrático Liberal (FDP) do Bundestag, Christian Lindner, líder do partido e ex-ministro das Finanças, anunciou sua retirada da política. Lindner comunicou sua decisão na noite da eleição, reconhecendo a necessidade de renovação dentro do partido após o fracasso em superar a cláusula de barreira de 5%. Além de Lindner, Wolfgang Kubicki, vice-presidente do Bundestag e vice-líder do FDP, também declarou sua intenção de deixar a vida política.

## Reações internacionais
Horas depois do anúncio dos primeiros resultados, o primeiro-ministro de Portugal, Luís Montenegro, parabenizou Friederich Merz pela vitória, e diz estar entusiasmado para aprofundar as relações bilaterais entre Portugal e a Alemanha, e trabalhar juntos no âmbito da União Europeia, na OTAN e nas Nações Unidas.
No dia seguinte, o presidente do Brasil, Lula, parabenizou Friederich Merz pela vitória. Destacou que eleição ocorre em um "momento de grande sensibilidade geopolítica e geoeconômica global, mas também em momento de grandes esperanças e oportunidades de ganhos conjuntos". Lula ainda classificou a "amizade" entre Alemanha e Brasil como crucial na defesa da democracia, multilateralismo, direitos humanos e desenvolvimento sustentável, e reforçou o desejo de implementação do acordo entre Mercosul e União Europeia.
O Secretário-Geral da OTAN, Mark Rutte, parabenizou Merz pela vitória nas eleições e pediu aos aliados europeus que aumentem os gastos com defesa.
O presidente francês, Emmanuel Macron, disse que conversou com Merz para parabenizá-lo pela vitória nas eleições e elogiou o líder do SPD, Scholz.
O presidente ucraniano, Volodymyr Zelenskyy, parabenizou a CDU/CSU pela vitória e afirmou que espera negociar um acordo de paz e fortalecer a Europa.
O primeiro-ministro israelense, Benjamin Netanyahu, parabenizou Merz e a CDU/CSU e expressou o desejo de aumentar a cooperação entre os dois países.
O vice-primeiro-ministro italiano, Matteo Salvini, declarou: "A mudança está vencendo também na Alemanha! A AfD dobrou seus votos, apesar dos ataques e mentiras da esquerda: basta de imigração ilegal e fanatismo islâmico, chega de loucura ecológica, prioridade para a paz e o emprego, a Europa precisa ser radicalmente transformada." Ele também parabenizou a co-líder da AfD, Weidel.

## Formação do governo
Após a vitória nas eleições federais de 2025, Friedrich Merz, líder da União Democrata-Cristã (CDU), manifestou a intenção de formar um governo até a Páscoa. Merz enfatizou a necessidade de estabelecer rapidamente uma coalizão funcional com uma maioria parlamentar sólida. Merz afirmou que a aliança CDU/CSU já havia iniciado negociações com o SPD. Embora essa mesma coalizão já tivesse formado governos liderados pela chanceler Angela Merkel por 12 anos, o histórico político de Merz – sendo um representante da ala mais conservadora da CDU[carece de fontes?] – e suas críticas anteriores a partidos de esquerda, incluindo o próprio SPD e Os Verdes, enfrentaram críticas de políticos progressistas. Outras divergências políticas entre a CDU e o SPD, como políticas de imigração, apoio à Ucrânia contra a invasão russa, gastos públicos e política fiscal, também foram citadas como fatores que poderiam influenciar a estabilidade do governo. Outro fator é o relacionamento entre Merz e Markus Söder, o líder da CSU – o equivalente bávaro da CDU.